# Michael Ströhmer
Michael Ströhmer (* 1968 in Bremen) ist ein deutscher Historiker und Professor an der Universität Paderborn.

## Leben
Er studierte die Fächer Geschichte, Kunst und Medienwissenschaften an den Universitäten Bremen und Paderborn (Magisterexamen 1997). Nach der Promotion 2001 war er von 2001 bis 2004 wissenschaftlicher Mitarbeiter, 2005 Assistent am Lehrstuhl für die Geschichte der Frühen Neuzeit (Frank Göttmann) an der Universität Paderborn. Nach der Habilitation 2012 lehrte er von 2012 bis 2018 als Privatdozent am Historischen Institut der Universität Paderborn. Von 2014 bis 2017 war er Mitarbeiter im BMBF-Projekt WeSa – Wesersandstein als globales Kulturgut. Von 2017 bis 2018 führte er ein technikhistorisches Forschungsprojekt Paderborner Wasserkünste als Denkmale des europäischen Kulturerbes zum Kulturerbejahr ECHY 2018 durch. Seit 2018 macht er ein umwelthistorisches Forschungsprojekt zur Pader als Wirtschaftsraum. 2018 erfolgte die Ernennung zum außerplanmäßigen Professor an der Universität Paderborn.
Seine Forschungsschwerpunkte sind frühneuzeitliche Rechts-, Verfassungs- und Wirtschaftsgeschichte des Alten Reiches, Hexenforschung, geistliche Staatlichkeit, regionale Stadtgeschichte und Klima- und Umweltgeschichte in der Vormoderne. Seit November 2021 ist er ordentliches Mitglied der Historischen Kommission für Westfalen.

## Schriften (Auswahl)
- Von Hexen, Ratsherren und Juristen. Die Rezeption der Peinlichen Halsgerichtsordnung Kaiser Karls V. in den frühen Hexenprozessen der Hansestadt Lemgo 1583–1621. Paderborn 2002, ISBN 3-89710-225-0.
- als Herausgeber mit Bettina Braun und Frank Göttmann: Geistliche Staaten im Nordwesten des Alten Reiches. Forschungen zum Problem frühmoderner Staatlichkeit. Köln 2003, ISBN 3-89498-140-7.
- als Herausgeber mit Bettina Braun und Mareike Menne: Geistliche Fürsten und Geistliche Staaten in der Spätphase des Alten Reiches. Epfendorf 2008, ISBN 978-3-928471-72-5.
- Jurisdiktionsökonomie im Fürstbistum Paderborn. Institutionen – Ressourcen – Transaktionen (1650–1800). Münster 2013, ISBN 3-402-15057-3.